# Republikanci
Republikanci – antyrosyjsko nastawione stronnictwo polityczne epoki saskiej działające w opozycji do dworu królewskiego i Familii, a opowiadające się za zniesieniem władzy królewskiej i wzmocnieniem federalnego ustroju Rzeczypospolitej z zachowaniem odrębności politycznych i neutralności w stosunkach zewnętrznych. Przywódcami stronnictwa byli Jan Klemens Branicki, Franciszek Salezy Potocki i Karol Radziwiłł.